# (20266) Danielchoi
(20266) Danielchoi (1998 FK26) – planetoida z grupy pasa głównego asteroid okrążająca Słońce w ciągu 3,46 lat w średniej odległości 2,29 j.a. Odkryta 20 marca 1998 roku.